# Joaquín Collar Serra
Joaquín Collar Serra (Figueras, 25 de noviembre de 1906-desaparecido en México el 20 de junio de 1933) fue un militar y aviador español, famoso por su vuelo, junto a Mariano Barberán y Tros de Ilarduya, desde Sevilla, en España, a la ciudad cubana de Camagüey en 1933; fue en la segunda etapa de ese viaje cuando desapareció sin dejar rastro.

## Biografía

### Militar
Ingresó en la Academia de Caballería de Valladolid en 1921 obtuvo el empleo de alférez en 1925 siendo destinado al Marruecos español entre 1925 y 1926 donde fue citado como muy distinguido en diversas operaciones de guerra en el sector de Larache.

### Aviador
En 1927, con el empleo de teniente, ingresó en la escuela de aviación de Los Alcázares (Murcia) para realizar el curso de observador de aeroplano de guerra. Finalizado el curso, pasó destinado a la unidad de aviación de Melilla, participando como piloto en las operaciones de guerra que allí se desarrollaban. Desde febrero hasta agosto de 1928 estuvo destinado en la escuadrilla de Cabo Juby, para pasar a continuación a la escuela elemental de Alcalá de Henares donde realizó el curso de piloto. En octubre pasó destinado a la escuadrilla del Sáhara donde permaneció hasta el mes de noviembre de 1930 en que pasó como profesor a la escuadra de instrucción y experimentación, en el aeródromo de Cuatro Vientos. Su elevado interés por el vuelo y una innata habilidad lo convirtieron en uno de los mejores pilotos del momento.[cita requerida]

### Sublevación y exilio
De ideas republicanas, participó el 15 de diciembre de 1930 en el pronunciamiento contra la monarquía encabezada por el comandante Ramón Franco y el general Gonzalo Queipo de Llano que fracasaría por falta de apoyo. En el último momento, pilotando un avión de la base, escapa a Portugal para después exiliarse en París vía Reino Unido. Con la proclamación de la Segunda República el 14 de abril de 1931, regresó a España y le fue restituido su empleo.

### El raid Sevilla-Cuba

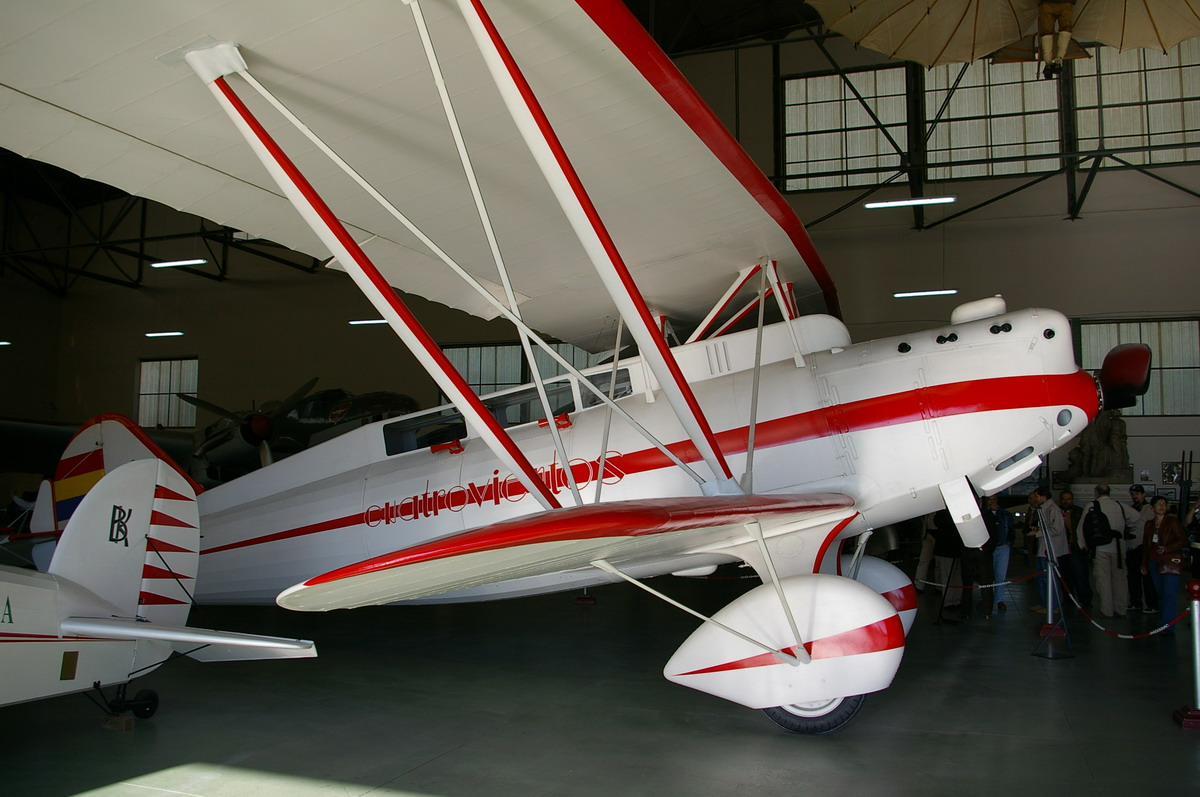
Réplica del Cuatro Vientos en el Museo del Aire de Madrid.

Mariano Barberán al preparar el vuelo del Cuatro Vientos entre España y Cuba contó con él como piloto ya que lo consideraba el más indicado para ello.
Ambos aviadores partieron de Sevilla el día 9 de junio de 1933 y arribaron a Camagüey en Cuba el día 10 de junio. Permanecieron en la isla, donde fueron agasajados de forma continua, hasta el día 20 de junio en que partieron para cumplir la siguiente etapa de su viaje hasta Ciudad de México. Por causas hasta hoy desconocidas, pero relacionadas con la pésima meteorología en la zona, su avión desapareció sin dejar rastro, constituyéndose en uno de los grandes mitos y misterios de la historia aeronáutica española.

## Reconocimiento póstumo
Tras su muerte, Joaquín Collar ha sido reconocido con el nombre en varias calles. En la mayoría de casos su apellido está vinculado al de Mariano Barberán. En ciudades españolas como Madrid, Sevilla, Melilla, Alcalá de Henares o Salamanca, en España; y Tlaxcala, en México.